# Activerende ademhaling
De activerende ademhaling is een pranayama (ademhalingstechniek) uit de kriya-yogaschool van Goswami Kriyananda.
De activerende ademhaling wordt staand uitgevoerd, terwijl de handen op de heupen liggen. Het hoofd is naar links gedraaid en de mond is wijd opengesperd. In deze houding wordt er krachtig uitgeademd. De erop volgende inademing is diep en gaat door de neus terwijl het hoofd naar voren wordt gebracht. Wanneer de longen gevuld zijn, worden alle spieren zodanig aangespannen dat ze licht trillen. Hierop volgt een volledige ontspanning waarbij met twee stoten via de mond wordt uitgeademd.
Op het moment dat de spieren gespannen zijn, zou er volgens Kriyananda sprake zijn van een omgekeerde psychologie, waarbij de spieren gedwongen worden zich nog meer aan te spannen. Het effect hiervan is volgens de goswami dat het lichaam zich na deze pranayama-oefening nog meer zal ontspannen. Verder zou de oefening het lichaam van veel energie dienen, omdat het van een stoot prana en zuurstof is voorzien. De pranayama is daarom geschikt als opkikker, wanneer iemand vermoeid is.
Deze pranayama heeft veel overeenkomsten met de Zesde Tibetaanse Rite uit Peter Kelders boek Fontein der Jeugd. Naar verluidt zou die rite voortgekomen zijn uit een Tibetaanse yogasoort.
volledige ademhaling · middenrifademhaling · flankademhaling · sleutelbeenademhaling · mondademhaling · neusademhaling

abhyantara bahya stambha vritti · activerende ademhaling · agni prasana · anuloma · anuloma viloma · bhastrika · brahmari · chandra bhedana · chatur mukhi · dirgha sukshma · kapalabhati · kevala kumbhaka · kumbhaka · murcha · nadi sodhana · ohm sahita rechaka · plavini · prachhardana · prana apana samyukta · pratiloma · sahita kumbhaka · sama vritti · samanu · sapta vyahrita · sargarbha sahita kumbhaka · sarva dwara baddha · sithali · sitkari · stambha vritti · sukha purvaka · suksama shwasa prashwasa · surya bhedana · tri bandha kumbhaka · ujjayi · vaya viya kumbhaka · viloma · visama vritti